# B²FH
Članak B2FH, nazvan po inicijalima autora članka – Margaret Burbidž, Džefri Burbidž, Vilijam Fauler i Fred Hojl, je članak od izuzetnog značaja vezan za fiziku zvezda, prvi put objavljen u naučnom žurnalu Reviews of Modern Physics 1957. godine. Zvaničan naslov članka glasi Sinteza elemenata u zvezdama, ali je najpoznatiji pod skraćenicom B2FH.
U članku je sveobuhvatno navedeno i analizirano nekoliko ključnih procesa koji bi mogli biti odgovorni za sintezu elemenata u prirodi i njihovu relativnu raspodelu, i smatra se da je ovaj članak začetak onoga što je danas poznato kao teorija zvezdane nukleosinteze.

## Shvatanje fizike 1957. godine
U vreme kada je članak B2FH objavljen, Georgij Gamov je promovisao teoriju o univerzumu prema kojoj su gotovo svi elementi, ili atomska jezgra, sintetizovani tokom velikog praska. Po Gamovoj teoriji o nukleosintezi (koju ne treba mešati sa današnjom teorijom nukleosintze) količina hemijskih elemenata u univerzumu je većinom statična. Zajedničkim snagama, Hans Bete i Čarls Kričfild izveli su niz proton–proton (skraćeno pp–niz) 1938. godine, dok su Karl Fridrih fon Vajceker i Hans Bete, nezavisno jedan od drugog, izveli CNO ciklus (niz ugljenik–azot–kiseonik), 1938. i 1939. godine respektivno, i time pokazali da se konverzijom vodonika u helijum nuklearnom fuzijom može dostići količina energije koju proizvodi naša zvezda. Stoga, Gamov i drugi naučnici koji su zagovarali njegovu teoriju, su 1957. godine imali dokaze da količina vodonika i helijuma u svemiru nije statična. Međutim, u to vreme, teorije zvezdane fuzije nisu mogle da pokažu kako napraviti elemente teže od helijuma, dok je Gamov zagovarao teoriju da su svi elementi ostaci od velikog praska, pa je tako moglo da dođe do manjih promena u odnosu vodonika i helijuma u svemiru.
Za razliku od svojih prethodnika, četiri saradnika koji su autori članka B2FH dali su drugačije viđenje porekla težih elemenata, sugerišući da su sva atomska jezgra teža od litijuma, pa sve do uranijuma, morala biti sintetizovana u zvezdama, a ne tokom velikog praska. Obe teorije se slažu  da neka lakša jezgra (vodonik, i određena količina helijuma i litijuma) nisu nastala unutar zvezda, i time se došlo do danas prihvaćene teorije nukleosinteze velikog praska.